# Ынтымак (айылный аймак Бирлик)
Ынтымак (кирг. Ынтымак) — село в Кадамжайском районе Баткенской области Кыргызстана. Входит в состав айылного аймака Бирлик.

## География
Село расположено в восточной части области, на расстоянии приблизительно 45 километров (по прямой) к юго-западу от города Кадамжай, административного центра района.

## История
Населённый пункт получил статус села согласно Закону Кыргызской Республики «Об отнесении некоторых населённых пунктов Баткенской, Джалал-Абадской, Нарынской и Ошской областей Кыргызской Республики к категории айыла (села)» от 21 апреля 2020 года.

## Население
Согласно оценочным данным Национального статистического комитета Кыргызской Республики, численность населения села на начало 2023 года составляла 291 человек.
| год     | 2021 | 2023 |
| ------- | ---- | ---- |
| человек | 225  | 291  |